# 라벤나 전투 (476년)
라벤나 전투는 476년 9월 초 서로마 제국의 수도인 라벤나에서 오도아케르가 이끄는 헤룰리족과 로마 이탈리아의 서로마 제국군의 잔여 병력 간에 일어난 전투이며, 서로마 제국의 멸망으로 이어지는 과정 중 결정적인 사건으로 여겨진다. 서로마 제국은 게르만족의 대이동 시작 및 서로마 제국의 상징적 중심지이자 최대 도시였던 로마가 410년 서고트인들에 의해, 455년 반달족에 의해 약탈을 당한 이래로 상대적으로 하락세에 있었다. 476년경 로마 황제느는 그저 허수아버지에 불과했고, 이탈리아 밖의 영토에 대해서는 어떠한 통제권도 갖지 못했다. 마지막 로마 황제 로물루스 아우구스툴루스는 이탈리아 외부에서는 적법한 지배자로 인정받지 못하고 있었으며, 동로마 황제는 율리우스 네포스만을 진정한 서로마 황제로 인정했었다.
헤룰리족은 서로마 제국의 포이데라티였는데, 이들은 이탈리아 지역 로마군의 용병들이었다. 이들은 갈리아, 스페인, 아프리카에서 자신들의 형제들이 이룩한 독립과 재산을 시기하였고, 그들은 이탈리아 영토의 3분의 1을 즉시 자신들에게 분할해 줄 것을 강하게 요구하였다. 로물루스 아우구스툴루스 황제의 아버지 오레스테스는 이 요구를 거부하면서 반란이 야기되었다. 이탈리아의 모든 주둔지와 주둔군 내 공모자들은 자신들의 지도자 오도아케르의 깃발 아래에 집결했고, 오레스테스는 이후 파비아로 물러났다. 그 뒤 파비아는 약탈당하고 오레스테스는 처형당했다.
결정적 전투는 서로마 제국의 수도 라벤나 인근서 476년 9월 2일에 벌어졌고, 포이데라티들은 수가 크게 줄어든 로마의 주둔군을 제압했다. 파울루스 (오레스테스의 형제)가 지키던 라벤나는 순식간에 그리고 무기력하게 정복됐다. 이틀 뒤, 16살의 로마 황제 로물루스 아우구스툴루스는 오도아케르에 의해 퇴위해야만 했다. 로물루스는 캄파니아에서 은거하도록 보내졌다.

## 같이 보기
- 라벤나 전투 (475년)